# Nanoproszki
Nanoproszki – drobinki substancji stałych o wymiarach poniżej 100 nm. W praktyce mówi się o tym, że średnia wielkość drobinek powinna wynosić mniej niż 10 nm. Są to najbardziej rozpowszechnione nanomateriały, z powodu wielu stosowanych już teraz zastosowań.

## Właściwości

### Powierzchnia właściwa
Z powodu niewielkich rozmiarów cząstek, nanoproszki charakteryzują się dużym rozwinięciem powierzchni oraz dużym udziałem procentowym atomów powierzchniowych. Skutkuje to zwiększoną reaktywnością, podatnością na kontaminację oraz zdolnością adsorpcji. Dzięki tym właściwością nanoproszki często stosowane są jako katalizatory. Niewielki rozmiar nanoproszków sprawia, że mogłyby być one stosowane jako nośniki leków i w diagnostyce. Istnieje jednak ryzyko toksycznego działania nanocząstek na organizm człowieka.

### Aglomeracja nanocząstek
Nanoproszki wykazują dużą podatność na tworzenie aglomeratów, co związane jest z ich niewielką wielkością a tym samym z dużym udziałem atomów powierzchniowych. Szczególnie widoczne może to być w przypadku tlenków metali, które wykazują strukturę jonową.

### Magnetyczne
W wyniku dużego rozdrobnienia, materiały o właściwościach magnetycznych stają się supermagnetykami.
Wśród innych specyficznych cech nanoproszków można wymienić niższą temperaturę topnienia oraz zmianę w wyglądzie wykresów równowagi fazowe, spowodowaną większą rozpuszczalnością domieszek.

## Metody wytwarzania
Metody wytwarzania można podzielić na bottom-up (z dołu do góry) i top-down (z góry na dół). Pierwsza grupa metod opiera się na agregacji atomowej („budowaniu” materiału od podstaw). Natomiast metody top-down polegają na rozdrobnieniu materiału do skali nanometrycznej.
Inną klasyfikacją metod jest podział ze względu na stan skupienia reagentów i rodzaj środowiska, w którym prowadzi się proces otrzymywania nanoproszków. Są to procesy przebiegające w fazie gazowej, ciekłej lub stałej.

### Metoda osadzania z fazy gazowej
Metoda PVD polega na odparowaniu materiału produktu w atmosferze gazu obojętnego. W wyniku uderzeń odparowanych atomów produktu o cząsteczki gazu następuje utrata energii kinetycznej prekursora i osadzenie jego skupisk na zimnych powierzchniach reaktora. Do wad tej metody należy droga aparatura, duże ryzyko tworzenia się aglomeratów oraz mała wydajność.
Proces CVD prowadzi się w podwyższonej temperaturze. Do reaktora wprowadza się substraty za pomocą gazu nośnego.

### Metoda osadzania z fazy ciekłej
Należą do nich metoda zol-żel, metoda strącania z roztworu oraz metoda odwróconych miceli.
Metoda zol-żel jest najbardziej popularną z tych metod. Prekursorem jest tlenek metalu, który w wodzie ulega hydrolizie. Następnie tworzą się nanocząstki tlenku. Otrzymany osad przemywa się i suszy, a następnie praży w wysokiej temperaturze. Uzyskuje się w ten sposób krystaliczne nanocząstki tlenku metalu. Zaletą metody jest niska temperatura procesu, jednorodny rozkład wielkości cząstek i duża czystość produktu. Metoda stosowana jest głównie do wytwarzania tlenków metali.

### Metoda rozdrabniania
Prosta metoda polegająca na mechanicznym rozdrobnieniu prekursorów. Powszechnie stosowanym procesem jest mielenie, z użyciem młynków. Kule mielące, wykonane ze stali i węglików metali ciężkich, rozdrabniają materię na skutek zderzeń z prekursorem. Proces ten jest najbardziej efektywny w przypadku materiałów ceramicznych. Wadą metody jest ryzyko kontaminacji nanoproszku, dlatego powinna być stosowana w atmosferze ochronnej. Istotną wadą tej metody jest brak możliwości kontroli rozkładu wielkości i kształtu uzyskanych struktur.

## Zastosowania
- dodatki do kremów i farb[1]
- nanoceramika[1]
- katalizatory (rafinacja ropy nafowej)[1]
- badania biomedyczne (nanoproszki tlenku cyrkonu (IV))[2]
- wykrywanie czynników chorobotwórczych[1]
- rezonans magnetyczny (kontrast tkanek)[1]